# Demented Are Go
A Demented Are Go egy walesi psychobilly/punk együttes.

## Története
Cardiff városában alakultak, 1982-ben. Azon korai zenekarok között voltak, amelyek a punk rockot a rockabilly-vel ötvözték. Az együttes először két dalt rögzített egy válogatáslemez számára (1984-ben), majd 1986-ban megjelentették első albumukat. Ugyanebben az évben átköltöztek Londonba. Pályafutásuk alatt 8 stúdióalbumot adtak ki. Felállásuk hullámzó volt, sűrűek voltak a tagcserék. 1995-ben feloszlott a zenekar, de egy évvel később, 1996-ban újból összeálltak.

## Diszkográfia
- In Sickness & In Hell (1986)
- Kicked Out of Hell (1988)
- The Day the Earth Spat Blood (1989)
- Orgasmic Nightmare (1991)
- Tangenital Madness on a Pleasant Side of Hell (1993)
- Hellucifernation (1999)
- Hellbilly Storm (2005)
- Welcome Back to Insanity Hall (2012)

## Egyéb kiadványok
Válogatáslemezek
- The Best of Demented Are Go (1993)
- Satan's Rejects 1: The Very Best of Demented Are Go (1997)
- Satan's Rejects 2: The Very Best of Demented Are Go (1999)
- I Wanna See You Bleed!! (2000)

Koncertalbumok
- Sick Sick Sick (1987)
- Live and Rockin (1990)
- Go Go Demented (1990)
- Live in Japan (1993)
- Who Put Grandma Under the Stairs (1996)
- Stomping at the Klubfoot (2002)
- Live at the Galaxy (2003)